# Athetis sajana
Athetis sajana là một loài bướm đêm trong họ Noctuidae.